# Árbol de la vida (monumento)
Árbol de la vida es un monumento ubicado en Santiago de Cali, Colombia. Representa, como su nombre dice, al Árbol de la vida, una figura frecuente en la teología y mitología de varias religiones y cultos alrededor del mundo. Es una alegoría al cosmos vivo y un elemento de unión entre el cielo, lo sagrado, con la tierra.

## Historia
En 1998 la fundación Universo Verde y la firma Reckitt & Colman iniciaron una campaña de educación ambiental alrededor de la importancia del reciclaje. Para ello se dispuso de recolectores de latas en 300 instituciones educativas de Cali, Bogotá, Medellín y Barranquilla durante un mes. El material recolectado sería fundido con resinas e instalado en la ciudad que más cantidad de latas de betún de la marca producida por la firma lograra recolectar. El traslado al lugar de emplazamiento debió hacerse por secciones, primero el tronco y luego el follaje, que fue ubicado en un cimiento de metro y medio de profundidad, en un lugar al aire libre con buena iluminación por requerimiento de los promotores del concurso.
El tronco de la estructura se realizó con botellas, tarros de pintura, acrílicos, resinas, cuarzo, arcilla, además de las ya citadas latas de betún. El costo aproximado de la obra es de 40 millones de pesos.

## Descripción
El árbol, de nueve metros de alto por cuatro de ancho, contiene 40 frutos que se distribuyen entre doce ramificaciones. En total cuenta con alrededor de 20.000 hojas que brindan escondite a lagartos, ardillas, mariposas y arañas con sus telarañas. En el tronco se hallan cuatro niños jugando, dos mujeres de las cuales una está embarazada y un hombre. La textura del tronco y las impresiones de las hojas son de tipo realista. Todo el cuadro escultórico pretende ser una alegoría a la vida.